# Фреденбек
Фреденбек (нім. Fredenbeck) — громада в Німеччині, розташована в землі Нижня Саксонія. Входить до складу району Штаде. Центр об'єднання громад Фреденбек.
Площа — 48,57 км2. Населення становить 6335 ос. (станом на 31 грудня 2021).

## Галерея

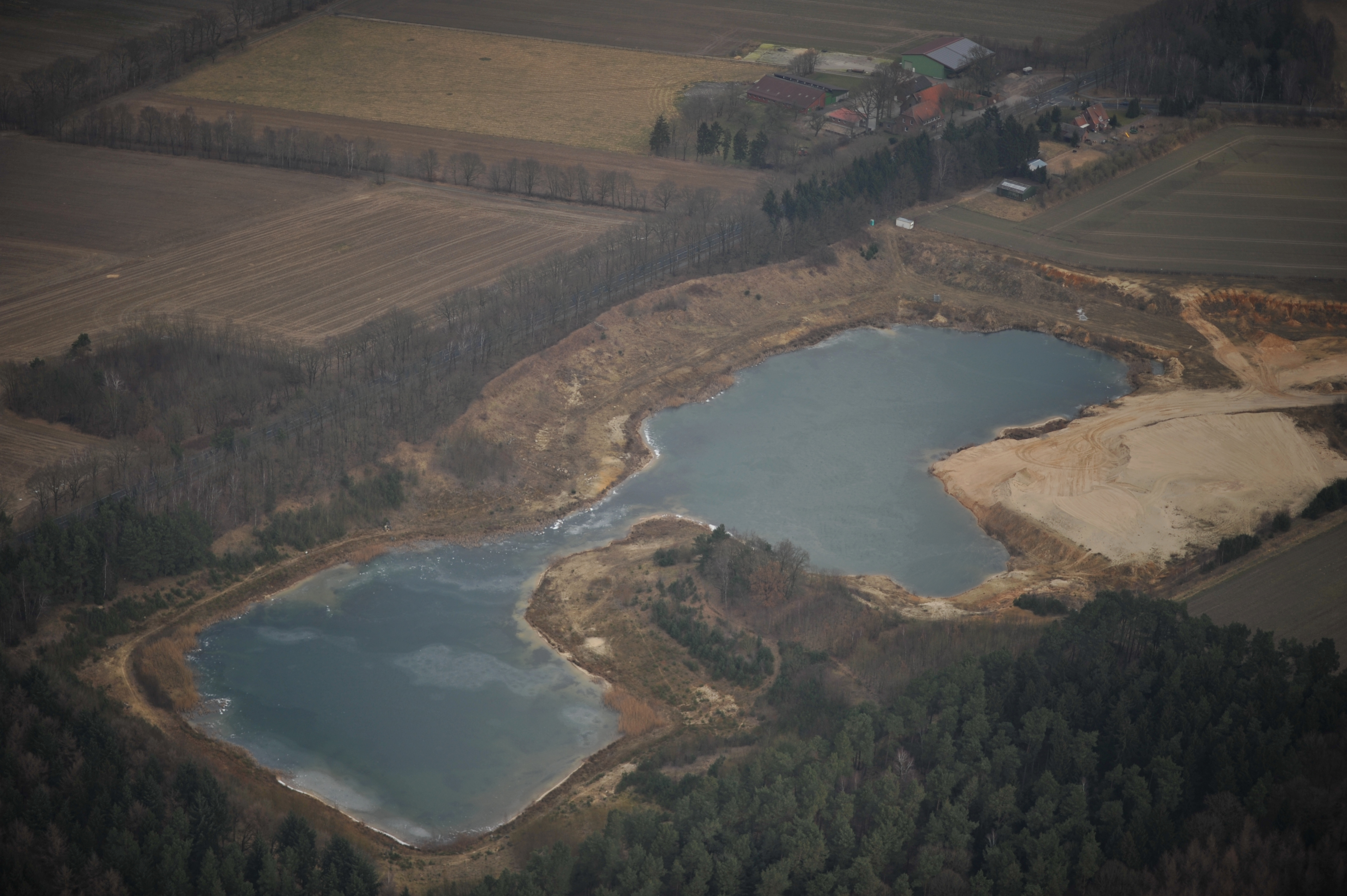